# Тринидад и Тобаго на Паралимпийских играх
Тринидад и Тобаго на Паралимпийских играх впервые приняли участие в 1984 году на летних Играх в Сток-Мандевиле и Нью-Йорке, и с тех пор принимают участие на всех летних Играх (не принимали участия в Играх 1992, 1996, 2000, 2004, 2008, 2020 годов). На зимних Играх делегации Тринидада и Тобаго участия не принимали ни разу.
На настоящее время спортсмены Тринидада и Тобаго завоевали на всех Играх в сумме 6 медалей, из них 3 золотые.

## Медальный зачёт

### Медали летних Паралимпийских игр
| Игры                          | Золото         | Серебро        | Бронза         | Всего          | Место          |
| ----------------------------- | -------------- | -------------- | -------------- | -------------- | -------------- |
| 1984 Сток-Мандевиль, Нью-Йорк | 2              | 0              | 1              | 3              | 29             |
| 1988 Сеул                     | 0              | 0              | 0              | 0              | —              |
| 1992 Барселона                | не участвовали | не участвовали | не участвовали | не участвовали | не участвовали |
| 1996 Атланта                  | не участвовали | не участвовали | не участвовали | не участвовали | не участвовали |
| 2000 Сидней                   | не участвовали | не участвовали | не участвовали | не участвовали | не участвовали |
| 2004 Афины                    | не участвовали | не участвовали | не участвовали | не участвовали | не участвовали |
| 2008 Пекин                    | не участвовали | не участвовали | не участвовали | не участвовали | не участвовали |
| 2012 Лондон                   | 0              | 0              | 0              | 0              | —              |
| 2016 Рио-де-Жанейро           | 1              | 1              | 1              | 3              | 56             |
| 2020 Токио                    | не участвовали | не участвовали | не участвовали | не участвовали | не участвовали |
| Итого                         | 3              | 1              | 2              | 6              |                |